# دختر کفشدوزکی و پسر گربه‌ای
میراکلس (معجزه آسا) یا دختر کفشدوزکی و پسر گربه ای (به فرانسوی: Miraculous, les Aventures de Ladybug et Chat Noir) که با نام‌های متفاوتی شناخته می‌شود، یک انیمیشن سریالی ابرقهرمانی فرانسوی است که با کارگردانی توماس آستروک (توماست) و تهیه‌کنندگی جرمی زگ (جرمگیر) و با همکاری شرکت‌های زگ‌تون، متد انیمیشن، توئی انیمیشن و چند شرکت بین‌المللی تولید شده است.
این مجموعه دربارهٔ دو نوجوان پاریسی با نام‌های مرینت دوپن چنگ و آدرین اگرست است که به ترتیب به ابرقهرمان‌های دختر کفشدوزکی و گربه سیاه تبدیل می‌شوند تا از شهرشان در برابر آکوماتیزها محافظت کنند.
این مجموعه فرنچایز رسانه‌ای برای چندین محصول از جمله کتاب‌های کمیک، رمان‌ها و بازی‌های ویدیویی مختلف را ایجاد کرده است. یک فیلم اقتباسی نیز به نام دختر کفشدوزکی و گربه سیاه: فیلم در سال ۲۰۲۳ پخش شد.

## داستان
داستان دربارهٔ دو دانش آموز دبیرستانی با نام‌های مرینت دوپن چنگ و آدرین اگرست است که به ترتیب به ابر قهرمان‌های لیدی باگ (دختر کفشدوزکی) و کت نوآر (گربه سیاه) تبدیل می‌شوند تا از شهر در برابر ابرشرورها محافظت کنند. هر کدام از آن‌ها جواهراتی جادویی دارند که معجزه‌گر (میراکلس) نامیده می‌شوند و به وسیله آن‌ها به موجودات جادویی (کوامی) مختص معجزه گر خود وصل می‌شوند. این کوامی‌ها هستند که به آن‌ها قدرت اَبَرقهرمانی می‌دهند. مأموریت آن‌ها این است که از شهرشان پاریس، در برابر هاک‌ماث شرور محافظت کنند. آن‌ها در عین حال باید هویت خود را از همه، حتی یکدیگر مخفی نگه دارند.
وقتی مردم پاریس دچار احساسات منفی می‌شوند، گابریل اگرست، پدر آدرین، با معجزه‌گر پروانه به ابرشرور هاک‌ماث تبدیل می‌شود و با استفاده از آکوماها، با آن‌ها ارتباط برقرار می‌کند، معامله انجام می‌دهد و شرورشان (آکوماتیز) می‌کند. او تلاش می‌کند معجزه‌گرهای دختر کفشدوزکی و گربه سیاه را به دست بیاورد تا بتواند همسر درگذشته اش امیلی را دوباره زنده کند. اما او خبر ندارد که گربه سیاه در واقع پسر خود، آدرین است. همین‌طور آدرین نیز خبر ندارد که کسی که با آن مبارزه می‌کند، در حقیقت پدر خود، گابریل است.
در فصل چهارم، گابریل معجزه‌گرهای طاووس و پروانه را ترکیب می‌کند و به ابرشرور شدوماث تبدیل می‌شود. او در فصل پنجم همه معجزه‌گرها به جز معجزه‌گرهای گربه، کفشدوزک، طاووس و خرگوش را به‌دست می‌آورد و به ابرشرور مونارک تبدیل می‌شود.
پاک کردم✓✓✓

## شخصیت‌ها
| شخصیت               | صداپیشه            |  |
| ------------------- | ------------------ |  |
| مرینت دوپن چنگ      | Anouck Hautbois    |  |
| آدرین اگرست         | Benjamin Bollen    |  |
| تیکی                | Marie Nonnenmacher |  |
| پلگ                 | Thierry Kazazian   |  |
| نوروو               | Martial Le Minoux  |  |
| گابریل اگرست        | Antoine Tomé       |  |
| وانگ‌فو              | Gilbert Levy       |  |
| تام دوپن            | Martial Le Minoux  |  |
| سابین چنگ           | Jessie Lambotte    |  |
| آلیا سزار           | Fanny Bloc         |  |
| کلوئی بوژوا         | Marie Chevalot     |  |
| نینو لاهیف          | Alexandre Nguyen   |  |
| سابرینا رینکامپریکس | Marie Nonnenmacher |  |
| ناتالی سانکور       | Marie Chevalot     |  |
| لایلا راسی          | Arina frgpn        |  |

## قسمت‌ها
| فصل | قسمت‌ها | قسمت‌ها | تاریخ اصلی روی آنتن رفتن | تاریخ اصلی روی آنتن رفتن |
| فصل | قسمت‌ها | قسمت‌ها | اولین بار                | آخرین بار                |
| --- | ------ | ------ | ------------------------ | ------------------------ |
| ۱   | ۲۶     | ۲۶     | ۱۹ اکتبر ۲۰۱۵            | ۳۰ اکتبر ۲۰۱۶            |
| ۲   | ۲۶     | ۲۶     | ۱۱ دسامبر ۲۰۱۶           | ۱۸ نوامبر ۲۰۱۸           |
| ۳   | ۲۶     | ۲۶     | ۱۴ آوریل ۲۰۱۹            | ۸ دسامبر ۲۰۱۹            |
| ۴   | ۲۶     | ۲۶     | ۱۱ آوریل ۲۰۲۱            | ۱۳ مارس ۲۰۲۲             |
| ۵   | ۲۷     | ۲۷     | ۲۴ اکتبر ۲۰۲۲            | ۱ ژوئیه ۲۰۲۳             |

## پخش
انمیشن دختر کفشدوزکی و پسر گربه‌ای تا کنون در بیش از ۱۲۰ کشور و به بیش از ۳۰ زبان به پخش رسیده است.
این سریال قبل از اینکه در ۱۹ اکتبر ۲۰۱۵ در شبکه ت‌اف۱ فرانسه پخش شود، برای اولین بار در کره جنوبی در ۱ سپتامبر ۲۰۱۵ در شبکه یی‌بی‌اس۱ نمایش داده شد.
در فرانسه، کانال‌های تلویزیونی یا صاحبان رسانه‌های جاری ملزم به مشارکت در تأمین مالی محصولات فرانسوی هستند. از آنجایی که شرکت والت دیزنی صاحب کانال‌های تلویزیونی و یک سرویس پخش آنلاین در فرانسه است، آن‌ها بودجه سریال را از طریق بخش فرانسوی خود تأمین می‌کنند که به دیزنی حق پخش در ایالات متحده و برخی مناطق در اروپا، آمریکای لاتین، خاورمیانه، آسیا و آفریقا که این سریال در کانال‌های متعلق به دیزنی یا دیزنی پلاس پخش می‌شود را می‌دهد. همچنین به آن‌ها حقوق پخش مجدد در نسخه‌های فرانسوی کانال دیزنی و دیزنی پلاس را می‌دهد.
این سریال غالباً در کانال‌های متعلق به دیزنی یا دیزنی پلاس پخش می‌شود. در کشورهای دیگر، این مجموعه در کانال‌های محلی به روی آنتن می‌رود.

### کانال‌های پخش بین‌المللی
| کشور              | عنوان | کانال اول                                                                                          | کانال دوم                 |
| ----------------- | --- | -------------------------------------------------------------------------------------------------- | ------------------------- |
| ایالات متحده      | Miraculous: ladybug and cat noir (معجزه‌آسا: کفشدوزک و گربه‌سیاه)                                              | نیکلودئون                                                                                          | کانال دیزنی               |
| کانادا            | انگلیسی: Miraculous ladybug فرانسوی: miraculous - les ladybug et shat noir                                   | فمیلی (دوبله انگلیسی)                                                                              | تله کُبِک (دوبله فرانسوی)   |
| فرانسه            | Miraculous: Les Aventures de Ladybug et Chat Noir                                                            | ت‌اف‌اُ‌یو                                                                                             | دیزنی چنل فرانسه          |
| برزیل             | Miraculous: As Aventuras de Ladybug                                                                          | گیالو!                                                                                             |                           |
| مکزیک             | Miraculous: las aventuras de Ladybug                                                                         | کانال دیزنی لاتین (دوبله اسپانیایی لاتین)                                                          | کانال۵                    |
| ونزوئلا           | Miraculous: las aventuras de Ladybug                                                                         | کانال دیزنی لاتین (دوبله اسپانیایی لاتین)                                                          |                           |
| اکوادور           | Miraculous: las aventuras de Ladybug                                                                         | کانال دیزنی لاتین (دوبله اسپانیایی لاتین)                                                          |                           |
| پرو               | Miraculous: las aventuras de Ladybug                                                                         | کانال دیزنی لاتین (دوبله اسپانیایی لاتین)                                                          |                           |
| شیلی              | Miraculous: las aventuras de Ladybug                                                                         | کانال دیزنی لاتین (دوبله اسپانیایی لاتین)                                                          |                           |
| کاستاریکا         | Miraculous: las aventuras de Ladybug                                                                         | کانال دیزنی لاتین (دوبله اسپانیایی لاتین)                                                          |                           |
| کلمبیا            | Miraculous: las aventuras de Ladybug                                                                         | کانال دیزنی لاتین (دوبله اسپانیایی لاتین)                                                          |                           |
| آرژانتین          | Miraculous: las aventuras de Ladybug                                                                         | کانال دیزنی آرژانتین                                                                               |                           |
| لهستان            | Miraculum: Biedronka i Czarny Kot (میراکلس: کفشدوزک و گربه‌سیاه)                                              | کانال دیزنی اروپا (دوبله‌های لهستانی، مجاری و رومانیایی)                                            | پولِس تی‌وی                 |
| مجارستان          | Miraculous – Katicabogár és Fekete Macska kalandjai (میراکلس - ماجرای‌های کفشدوزک و گربه‌سیاه)                 | کانال دیزنی اروپا (دوبله‌های لهستانی، مجاری و رومانیایی)                                            |                           |
| رومانی            | Miraculos: Buburuza și Motan Noir (میراکلس: کفشدوزک و گربه‌سیاه)                                              | کانال دیزنی اروپا (دوبله‌های لهستانی، مجاری و رومانیایی)                                            |                           |
| نروژ              | Miraculous: ladybug and cat noir                                                                             | کانال دیزنی اسکاندیناوی (دوبله‌های نروژی، سوئدی، دانمارکی و فنلاندی)                                |                           |
| سوئد              | Miraculous: Ladybug & Cat Noir på äventyr (میراکلس: لیدی‌باگ و کت‌نوآر در ماجراجویی)                           | کانال دیزنی اسکاندیناوی (دوبله‌های نروژی، سوئدی، دانمارکی و فنلاندی)                                |                           |
| دانمارک           | miraculous: ladybug and cat noir                                                                             | کانال دیزنی اسکاندیناوی (دوبله‌های نروژی، سوئدی، دانمارکی و فنلاندی)                                |                           |
| فنلاند            | Miraculous: Ladybug ja Cat Noir seikkailut (میراکلس: ماجراجویی لیدی‌باگ و کت‌نوآر)                             | کانال دیزنی اسکاندیناوی (دوبله‌های نروژی، سوئدی، دانمارکی و فنلاندی)                                | دیزنی پلاس                |
| هلند              | Miraculous: Tales of Ladybug & Cat Noir                                                                      | کانال دیزنی هلند                                                                                   |                           |
| ژاپن              | ミラキュラス レディバグ&シャノワール (میراکلس- لیدی‌باگ و کت‌نوآر)                                             | کانال دیزنی ژاپن                                                                                   | کانال دیزنی آسیا          |
| کره جنوبی         | 미라큘러스: 레이디버그와 블랙캣 (میراکلس: کفشدوزک و گربه)                                                    | نیکلودئون کره                                                                                      | ای‌بی‌اس۷                   |
| استرالیا          | Miraculous: ladybug and cat black                                                                            | ای‌بی‌سی۳                                                                                            | کانال دیزنی استرالیا      |
| نیوزیلند          | Miraculous: ladybug and cat black                                                                            | کانال دیزنی استرالیا و نیوزلند                                                                     |                           |
| اسپانیا           | Prodigiosa ladybug                                                                                           | کانال دیزنی اسپانیا                                                                                |                           |
| کاتالونیا         | Prodigiosa: Les aventures de Ladybug i Gat Noir                                                              | کانال دیزنی اسپانیا                                                                                | سوپر۳                     |
| عربستان سعودی     | میراکیولوس: مغامرات الدعسوقة والقط الأسود (میراکلس: ماجراجویی کفشدوزک و گربه‌سیاه)                            | کانال دیزنی خاورمیانه و شرق اروپا (دوبله‌های عربی، یونانی، اسلوانیایی، صربی، کرواتی، چکی و انگلیسی) | ام‌بی‌سی۳                   |
| امارات متحده عربی | میراکیولوس: مغامرات الدعسوقة والقط الأسود (میراکلس: ماجراجویی کفشدوزک و گربه‌سیاه)                            | کانال دیزنی خاورمیانه و شرق اروپا (دوبله‌های عربی، یونانی، اسلوانیایی، صربی، کرواتی، چکی و انگلیسی) | ام‌بی‌سی۳                   |
| مصر               | میراکیلوس: قصص الفتاة الدعسوقة والقط الأسود (میراکلس: قصه‌های دختر کفشدوزکی و گربه‌سیاه)                       | کانال دیزنی خاورمیانه و شرق اروپا (دوبله‌های عربی، یونانی، اسلوانیایی، صربی، کرواتی، چکی و انگلیسی) |                           |
| یونان             | Aσταμάτητη Επανάληψη                                                                                         | کانال دیزنی خاورمیانه و شرق اروپا (دوبله‌های عربی، یونانی، اسلوانیایی، صربی، کرواتی، چکی و انگلیسی) |                           |
| جمهوری چک         | Kouzelná Beruška a Černý kocour (کفشدوزک جادویی و گربه سیاه)                                                 | کانال دیزنی خاورمیانه و شرق اروپا (دوبله‌های عربی، یونانی، اسلوانیایی، صربی، کرواتی، چکی و انگلیسی) |                           |
| اسلواکی           | | کانال دیزنی خاورمیانه و شرق اروپا (دوبله‌های عربی، یونانی، اسلوانیایی، صربی، کرواتی، چکی و انگلیسی) |                           |
| کرواسی            | | کانال دیزنی خاورمیانه و شرق اروپا (دوبله‌های عربی، یونانی، اسلوانیایی، صربی، کرواتی، چکی و انگلیسی) |                           |
| اسلوونی           | | کانال دیزنی خاورمیانه و شرق اروپا (دوبله‌های عربی، یونانی، اسلوانیایی، صربی، کرواتی، چکی و انگلیسی) |                           |
| صربستان           | Миракулус: Авантуре Бубамаре и Црног Мачора (میراکلس: ماجراهای لیدی‌باگ و کت‌نوآر)                             | کانال دیزنی خاورمیانه و شرق اروپا (دوبله‌های عربی، یونانی، اسلوانیایی، صربی، کرواتی، چکی و انگلیسی) |                           |
| روسیه             | Леди Баг и Супер-Кот (لیدی‌باگ و سوپر کت)                                                                     | کانال دیزنی روسیه                                                                                  |                           |
| بلغارستان         | Мега-чудесата на Калинката и Черния котарак (شگفتی‌های بزرگ لیدی‌باگ- کت‌نوآر)                                  | کانال دیزنی بلغارستان                                                                              |                           |
| ایتالیا           | Miraculous - Le storie di Ladybug e Chat Noir (میراکلس: داستان‌های لیدی‌باگ و کت‌نوآر)                          | سوپر! کانال دیزنی ایتالیا                                                                          | سوپر! کانال دیزنی ایتالیا |
| قزاقستان          | | کانال دیزنی روسیه                                                                                  |                           |
| آلمان             | Miraculous – Geschichten von Ladybug und Cat Noir (میراکلس- افسانه لیدی‌باگ و کت‌نوآر)                         | کانال دیزنی آلمان                                                                                  |                           |
| بلژیک             | فرانسویMiraculous-: Les Aventures de Ladybug et Chat Noir آلمانی: Miraculous - Tales of Ladybug and Cat Noir | شبکه دیزنی بلژیک                                                                                   |                           |
| اوکراین           | Леді Баг і Супер-Кіт (لیدی‌باگ و سوپر کت)                                                                     | پلاس‌پلاس                                                                                           |                           |
| ترکیه             | Mucize: Uğur Böceği ile Kara Kedi (معجزه: کفشدوزک و گربه‌سیاه)                                                | کانال دیزنی ترکیه                                                                                  | کانال دیزنی ترکیه         |
| ایران             | دختر کفشدوزکی و پسر گربه‌ای دختر کفشدوزکی و گربه‌سیاه ماجراجویی در پاریس                                       | |                           |
| اسرائیل           | המופלאה: הרפתקאות ליידי באג (معجزه: ماجراهای کفشدوزک)                                                        | کانال دیزنی اسرائیل                                                                                | کانال دیزنی اسرائیل       |
| پرتغال            | les aventures de Ladybug et Chat Noir (ماجراهای کفشدوزک و کت‌نوآر)                                            | کانال دیزنی پرتغال                                                                                 |                           |
| تایوان            | 瓢蟲少女 (دختر کفشدوزکی)                                                                                     | دیزنی چنل آسیا (دوبله‌های چینی، تایلندی، اندونزیایی، مالزی، کره ای ژاپنی و انگلیسی)                 |                           |
| چین               | 瓢蟲少女 (دختر کفشدوزکی)                                                                                     | دیزنی چنل آسیا (دوبله‌های چینی، تایلندی، اندونزیایی، مالزی، کره ای ژاپنی و انگلیسی)                 |                           |
| اندونزی           | | کانال دیزنی آسیا                                                                                   |                           |
| تایلند            | | کانال دیزنی آسیا                                                                                   |                           |
| ویتنام            | Viên ngọc thần: Chuyện về Bọ Rùa và Mèo Mun جواهر جادویی: کفشدوزک و گربه‌سیاه                                 | کانال دیزنی آسیا                                                                                   |                           |
| مالزی             | | کانال دیزنی آسیا                                                                                   |                           |
| بریتانیا          | Miraculous: ladybug and cat noir                                                                             | کانال دیزنی بریتانیا و ایرلند                                                                      |                           |
| ایرلند            | Miraculous: ladybug and cat noir                                                                             | کانال دیزنی بریتانیا و ایرلند                                                                      |                           |
| ولز               | rhyfeddodau: chwilengoch a cath Ddu                                                                          | کانال دیزنی بریتانیا و ایرلند                                                                      | ۵۴سی                      |
| آلبانی            | Magjikët: Aventurat e Nusepashkës dhe Maçokut të zi (مجیکت: ماجراهای کفشدوزک و گربه‌سیاه)                     | بنگ بنگ                                                                                            |                           |
| آفریقای جنوبی     | Miraculous: ladybug and cat noir                                                                             | کانال دیزنی آفریقا                                                                                 |                           |
| هند               | نام هندی: लेडीबग نام انگلیسی: Miraculous                                                                       | کانال دیزنی هندوستان                                                                               |                           |
| پاکستان           | مرآکیولس: لیڈی بگ اور کیٹ نوئار کی قصی                                                                       | کانال دیزنی هندوستان                                                                               | کیدز زون                  |
| ازبکستان          | Xonqizining sarguzashtlari (ماجراهای دختر کفشدوزکی)                                                          | میلی تی‌وی                                                                                          |                           |

## نامزدی‌ها و جوایز
| تاریخ | جایزه                                  | دسته‌بندی                                        | نامزد                                                     | نتیجه    |
| ----- | -------------------------------------- | ----------------------------------------------- | --------------------------------------------------------- | -------- |
| ۲۰۱۶  | جوایز مجله اسباب‌بازی برزیلی            | بهترین عروسک ملی ۲۰۱۶                           | میراکلس                                                   | برنده    |
| ۲۰۱۶  | جوایز مجله اسباب‌بازی برزیلی            | بهترین برند ۲۰۱۶                                | میراکلس                                                   | برنده    |
| ۲۰۱۶  | جوایز ری هپی                           | بهترین برند ۲۰۱۶                                | میراکلس                                                   | برنده    |
| ۲۰۱۶  | جوایز مجوز لاتام اکسپو                 | بهترین برند ۲۰۱۶                                | میراکلس                                                   | برنده    |
| ۲۰۱۷  | جوایز مجله اسباب‌بازی برزیلی            | بهترین اسباب بازی ملی ۲۰۱۷                      | میراکلس                                                   | برنده    |
| ۲۰۱۷  | مجوز کنونی                             | بهترین مجوز سال                                 | میراکلس                                                   | برنده    |
| ۲۰۱۷  | مجوز کنونی                             | بهترین مجوز سرگرمی                              | میراکلس                                                   | برنده    |
| ۲۰۱۷  | مجوز کنونی                             | بهترین ارتقا                                    | توستا ریکا (بیسکویت) لیدی‌باگ                              | برنده    |
| ۲۰۱۷  | جوایز انیمیشن اُووی‌ای‌های تلویزیونی ۲۰۱۷ | بهترین شخصیت اصلی انیمیشنی ۲۰۱۷                 | مرینت دوپن چنگ                                            | نامزدشده |
| ۲۰۱۷  | جوایز انیمیشن اُووی‌ای‌های تلویزیونی ۲۰۱۷ | بهترین عناصر بصری برای نمایش انیمیشنی ۲۰۱۷      | میراکلس                                                   | نامزدشده |
| ۲۰۱۸  | جوایز انتخاب نوجوانان                  | انتخاب نمایش انیمیشنی تلویزیون                  | میراکلس                                                   | برنده    |
| ۲۰۱۸  | جوایز اعطای‌مجوز بریتانیا ۲۰۱۸          | بهترین دارایی دارای مجوز کودکان یا دوقلوها      | میراکلس                                                   | نامزدشده |
| ۲۰۱۸  | جوایز اعطای‌مجوز بریتانیا ۲۰۱۸          | بهترین محدوده پوشاک کودکان دارای مجوز           | لباس‌خواب میراکلس برای Character.com از طرف آیکروید و سونز | نامزدشده |
| ۲۰۱۸  | جوایز مجله اسباب‌بازی برزیلی            | بهترین اسباب بازی ملی ۲۰۱۸                      | میراکلس                                                   | برنده    |
| ۲۰۱۸  | اعطای‌مجوز تجارت عادلانه بلوگنا         | بهترین کودکان دارایی                            | میراکلس                                                   | برنده    |
| ۲۰۱۸  | جوایز انیمیشن اُووی‌ای‌های تلویزیونی ۲۰۱۸ | بهترین شخصیت اصلی انیمیشن ۲۰۱۸                  | مرینت دوپن چنگ                                            | برنده    |
| ۲۰۱۸  | جوایز انیمیشن اُووی‌ای‌های تلویزیونی ۲۰۱۸ | بهترین شخصیت مکمل انیمیشین ۲۰۱۷                 | هاک‌ماث                                                    | نامزدشده |
| ۲۰۱۹  | اعطای‌مجوز تجارت عادلانه بلوگنا         | جایزه ویژه مد کودکان و نوجوانان توسط گس (پوشاک) | میراکلس                                                   | برنده    |
| ۲۰۱۹  | جوایز تلویزیونی داستان‌گویی ۲۰۱۹        | سری انیمیشن تلویزیونی مورد علاقه                | میراکلس                                                   | برنده    |
| ۲۰۲۰  | جوایز اعطای‌مجوز بلوگنا                 | بهترین پروژه با مجوز پیش‌دبستانی                 | مجموعه کپسولی چیکو میراکلس                                | برنده    |
| ۲۰۲۰  | جوایز برادوی‌ورلد اسپانیا               | بهترین برنامهٔ تئاتری                            | میراکلس موزیکال: نمایش لیدی‌باگ                            | برنده    |
| ۲۰۲۰  | انتخاب جوایز کودکان مکزیک              | بهترین سری انیمیشن سال                          | میراکلس                                                   | برنده    |
| ۲۰۲۱  | انتخاب جوایز کودکان برزیل              | کارتون مورد علاقه                               | میراکلس                                                   | برنده    |